# 鄧城
鄧城，中國古地名，位於中华人民共和国湖北省襄阳市樊城区西北團山鋪一帶，為著名的關羽水淹曹操七軍之戰場。

## 沿革
始建於殷商時期，為鄧國之首都。秦朝時設鄧城縣，唐朝時改鄧城縣為安養縣。古城遺址至今保存完善，為中國全國重點文物保護單位，遺留古蹟豐富，出土文物達3000多件，其中又以上府簠、鄧公乘鼎和吳王夫差劍最為珍貴。

## 規劃
為保留此地重要之文化資產，這裡規劃建設鄧城文物公園、關羽水淹七軍古戰場博物館，以重現當年之雄風。其中，當年關羽水淹曹操七軍的「五堰二池」（黃龍堰、白龍堰、黑龍堰、青龍堰、普陀堰、金牛池和蓮花池）水源建築工程至今被完善的保留下來。

## 文物保护情况
1981年12月30日，以“邓城”的名义被湖北省人民政府列为第二批湖北省文物保护单位；2006年5月25日，以“邓国故址”的名义被中华人民共和国国务院列为第六批全国重点文物保护单位。
其作为文物的保护范围为：邓国故址及周围一定范围。四至：以护城河外边缘为基线，向外延伸50米。
其作为文物的建设控制地带为：以保护范围四至为界向外延伸，东至卧龙大道，西至廖家庄路，南至追日路，北至邓城大道。